# 김성도 (종교인)
김성도(金聖道, 1882~1944)는 1920년대에 평양 일대에서 활동한 기독교 계열의 사이비 종교단체인 성주교(聖主敎)의 창시자이자 교주이다. 한국에서 자생한 기독교 계열의 토종 이단의 원조(元祖)라는 평가가 있다. 김성도의 추종자들이 그녀를 새 주님이라 하여 새주파라 했으며, 그외에도 신령파, 1944년 이후 한국전쟁이 일어나는 무렵까지는 복중교로도 불리었다. 1935년경 부터는 일제 총독부의 종무과에 성주교(聖主敎)로 정식 등록하여 종교단체로 활동을 하기도 했다. 

## 종교 활동
- 1923년 입신(入神) 상태에서 예수를 만나 대화를 나누었다고 주장하며 '직통 계시'를 내세웠다.
- 김성도는 '죄의 뿌리는 선악과라는 과일을 따먹은 것에서부터 온 것이 아니라 음란이 타락의 동기였다'라고 최초로 주장한 사람으로 전해진다.[3]
- 사탄과의 음란한 관계로 타락한 하와의 더러운 피가 후손에게 이어졌기 때문에 타락한 후손들은 죄가 없는 구원자의 깨끗한 피를 받아야 구원받을 수 있다는 것이 이른바 '피가름' 이론이다.
- 김성도의 주장은 정득은과 이스라엘 수도원을 세운 김백문에게 큰 영향을 미쳤고 전도관의 박태선과 통일교의 문선명 등에도 이어진다.[4][5]
- 김성도는 자신의 주변에 12제자를 두었다고 한다.

- 일제 신사참배에 반대한 김성도는 1944년 심한 고문 끝에 61세의 나이로 사망했다.[6]